# Ноєнгоф (Ааргау)
Ноєнгоф (нім. Neuenhof AG) — громада  в Швейцарії в кантоні Ааргау, округ Баден.

## Географія
Громада розташована на відстані близько 90 км на північний схід від Берна, 23 км на схід від Аарау.
Ноєнгоф має площу 5,4 км², з яких на 27,2% дозволяється будівництво (житлове та будівництво доріг), 17,6% використовуються в сільськогосподарських цілях, 49,7% зайнято лісами, 5,5% не є продуктивними (річки, льодовики або гори).

## Демографія
2019 року в громаді мешкало 8950 осіб (+9,8% порівняно з 2010 роком), іноземців було 48,7%. Густота населення становила 1664 осіб/км².
За віковим діапазоном населення розподілялося таким чином: 20,2% — особи молодші 20 років, 62% — особи у віці 20—64 років, 17,8% — особи у віці 65 років та старші. Було 3872 помешкань (у середньому 2,3 особи в помешканні).
Із загальної кількості 2711 працюючого 12 було зайнятих в первинному секторі, 654 — в обробній промисловості, 2045 — в галузі послуг.